# Capitale-Nationale

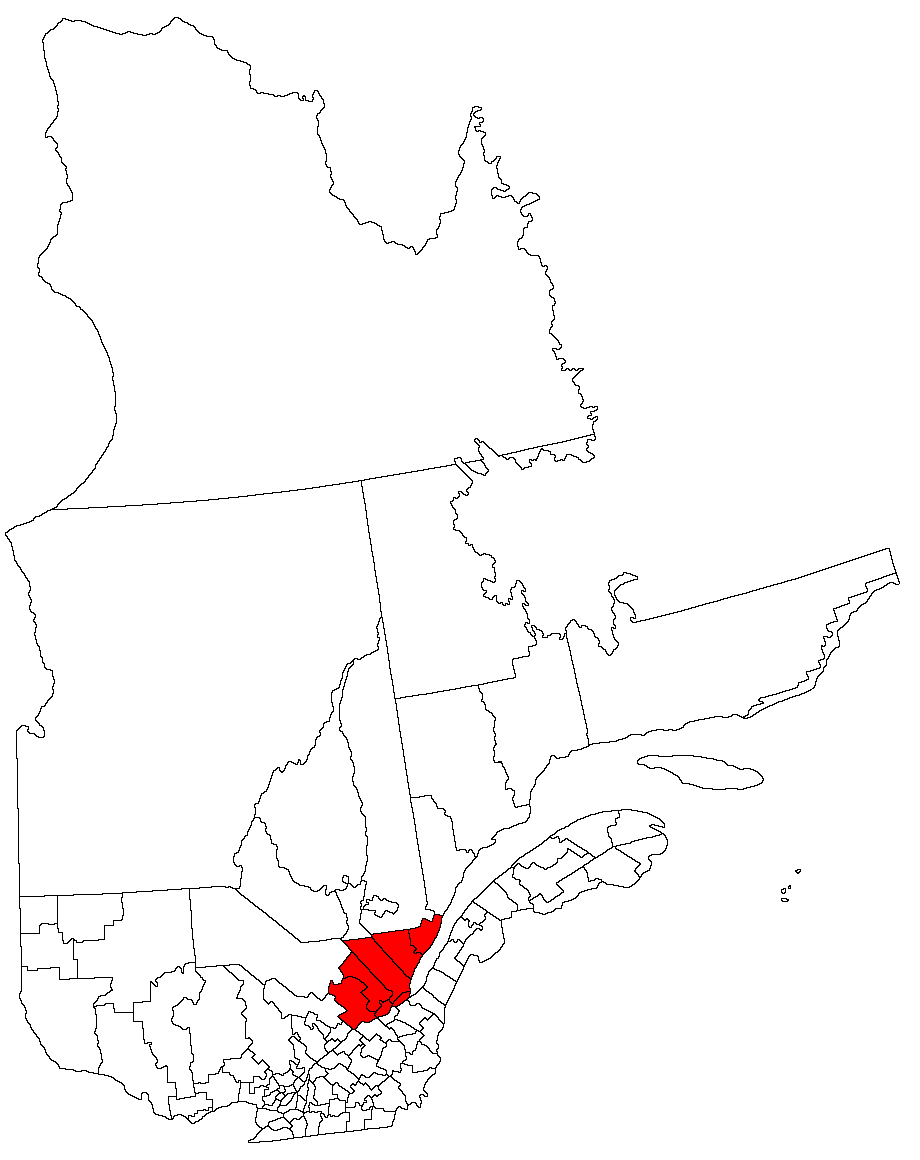
Localização da região administrativa de Capitale-Nationale no Quebec.

O Capitale-Nationale (em português:  Capital Nacional) é uma região administrativa da província canadense do Quebec. A região possui 18 639 km², 663 070 habitantes e uma densidade demográfica de 35,6 hab/km². Sua principal cidade é a Cidade de Quebec, a capital da província; outra cidade importante é Lévis. Está dividida em 6 regionalidades municipais e em 67 municípios.

## Subdivisões

### Regionalidades Municipais
- Charlevoix
- Charlevoix-Est
- La Côte-de-Beaupré
- L'Île-d'Orléans
- La Jacques-Cartier
- Portneuf

### Equivalente a Regionalidade Municipal
- Aglomeração de Quebec

### Freguesia Independente
- Notre-Dame-des-Anges

### Reserva Indígena
- Wendake